# 10ª Armata
Die 10ª Armata (deutsch 10. Armee) war eine Armee des italienischen Heeres im Ersten und Zweiten Weltkrieg.

## Erster Weltkrieg

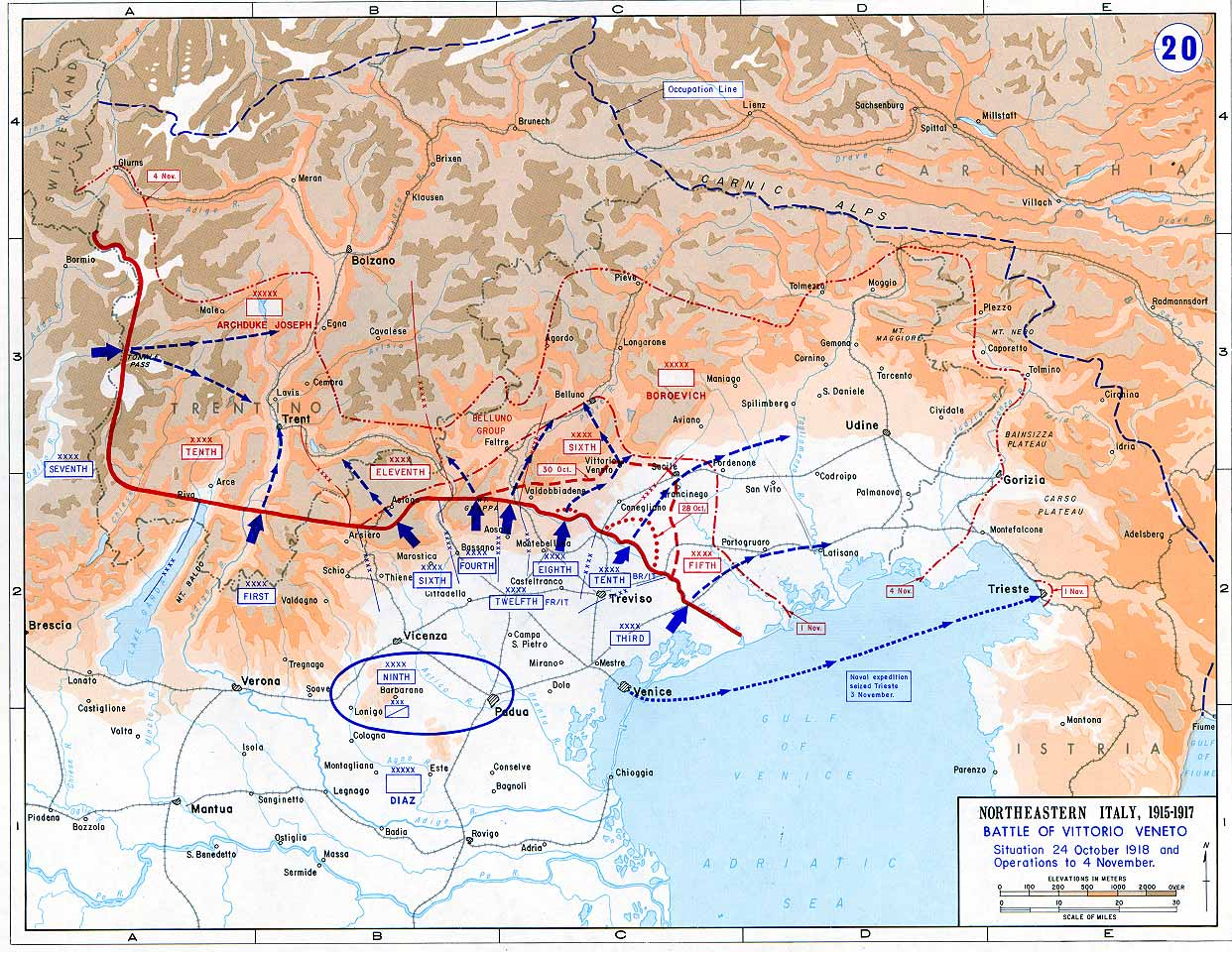
Schlacht von Vittorio Veneto

Im Ersten Weltkrieg war die 10. de jure eine italienische, de facto eine britisch-italienische Armee unter dem Befehl des britischen Generals Frederick Lambart, Earl of Cavan. Die 10. Armee wurde in der Endphase des Krieges vom 12. bis zum 14. Oktober 1918 aufgestellt und am 18. November 1918 wieder aufgelöst. Sie bestand aus dem italienischen XI. Korps mit der 23. Bersaglieri- und der 37. Infanteriedivision und aus dem britischen XIV. Korps mit der 7. und der 23. britischen Infanteriedivision. In dieser Aufstellung nahm die 10. Armee ab dem 24. Oktober 1918 an der Schlacht von Vittorio Veneto teil, die den Krieg in Italien entschied. Die am Piave zwischen der Papadopoli-Insel (Maserada sul Piave) und Ponte di Piave im Tiefland stehende Armee hatte die Aufgabe, auf ihrer linken Seite die rechte Flanke der zentralen 8. Armee bei ihrem Vorstoß auf Vittorio zu decken. In den ersten Tagen hatten die Armeen am Piave mit erheblichen Problemen beim Übergang über den Fluss zu kämpfen, weil Hochwasser und Artilleriebeschuss die Brücken der Pioniere zerstörten. Die Front der 10. Armee war durch die Insel Grave di Papadopoli begünstigt, die von britischen Truppen mit Unterstützung italienischer Pioniere erobert werden konnte. Die dort gebauten Brücken nutzten in der Folge auch Teile der 8. Armee. Im weiteren Verlauf unterstützten italienische Verbände der 10. Armee auch den Übergang der südlich anschließenden 3. Armee. Die 10. Armee stieß wie vorgesehen vom Piave über den Monticano (bei Cimetta) bis nach Francenigo an der Livenza vor und eroberte am 31. Oktober 1918 nach heftigen Kämpfen Sacile. Von dort aus marschierte sie in östlicher Richtung zum Tagliamento, den sie am 3. November 1918 erreichte.

## Zweiter Weltkrieg

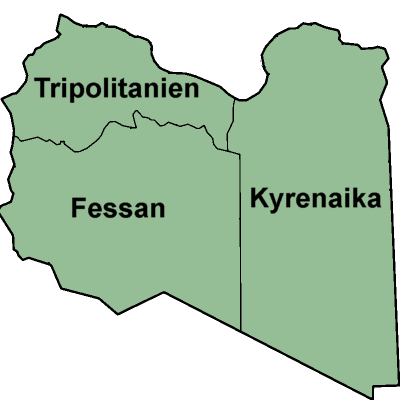
Die drei historischen Provinzen Libyens, mit Tripolitanien im Nordwesten

Karte des Operationsgebietes

Das Kommando der 10. Armee wurde am 15. Oktober 1939 in Bengasi wiederaufgestellt. Im Osten Libyens (Kyrenaika) übernahm es das seit 1937 in Bengasi stationierte XXI. Korps mit zwei Infanteriedivisionen sowie das neue XXII. Korps in Tobruk mit zwei weiteren Divisionen. Eine libysche Division bildete die Armeereserve.
Nach dem Ende des deutschen Westfeldzugs und der Niederlage Frankreichs entfiel die Notwendigkeit einer Truppenkonzentration entlang der Grenze zur französischen Kolonie Tunesien. Von der im Westen Libyens (Tripolitanien) stehenden 5. Armee erhielt die 10. Armee das XX. und das XXIII. Korps mit insgesamt fünf zusätzlichen Divisionen. Die Armee bestand nunmehr aus zehn überwiegend minderwertigen Divisionen, die wegen unzureichender Motorisierung und schlechter Ausbildung für einen Wüstenkrieg nicht geeignet war. Trotz der neuen Lage in Europa blieb das italienische Panzerkorps mit seinen gepanzerten und motorisierten Divisionen bis Anfang 1941 in Norditalien.
Obwohl die Militärführung ihm mehrmals deutlich abgeraten hatte, befahl Benito Mussolini im September 1940 die italienische Invasion Ägyptens. Der Vorstoß von fünf Divisionen endete wegen logistischer Probleme nach vier Tagen und rund 100 km in Sidi Barrani, wo man sich eingrub. Einen weiteren Vorstoß nach Marsa Matruh, wohin sich die gegnerische Western Desert Force (WDF) zurückgezogen hatte, machte man vom Bau einer Wasserleitung abhängig.
Am 9. Dezember 1940 begann die WDF mit einer Panzer- und einer Infanteriedivision einen Gegenangriff (Operation Compass), der das Ziel hatte, Sidi Barrani zurückzuerobern und die Italiener aus Ägypten zu vertreiben. Angesichts des vollen Erfolges wurde der Angriff fortgesetzt. Da die 10. Armee wegen unzureichender Motorisierung niemals geschlossen oder zusammenhängend eingesetzt wurde, sondern sich ihre Teile isoliert voneinander in den Küstenorten verschanzten, konnte die WDF, nunmehr XIII. Korps, diese nacheinander einkesseln. In der Anfangsphase der Belagerungen gab es meist hartnäckigen Widerstand, die italienischen Verbände ergaben sich dann jedoch angesichts des konzentrierten Feuers der Feld- und Schiffsartillerie und gleichzeitiger Luftangriffe rasch.
Nachdem im Januar 1941 Bardia und Tobruk gefallen waren, konzentrierten sich die Reste der 10. Armee in Derna, von wo aus man eine Verteidigungslinie zum rund 100 km südwestlich gelegenen Mechili aufbaute. Dort sollte die gerade aus Italien mit modernerem Gerät verstärkte Panzerbrigade des Generals Valentino Babini einen erneuten Einkesselungsversuch des XIII. Korps unterbinden. Am 24. Januar 1941 verhinderte die Brigade einen weiteren Vorstoß der britischen 7. Panzerdivision. Nach vier weiteren Tagen schwerer Gefechte war die Linie nicht mehr zu halten, weswegen man Derna noch vor einer Umfassung aufgab und die Kyrenaika evakuierte. Der Versuch, den Resten der 10. Armee den Weg von Bengasi nach Adschdabiya mit einem Vorstoß durch das Landesinnere abzuschneiden, führte Anfang Februar 1941 zur Schlacht von Beda Fomm, in der die italienische Panzerbrigade aufgerieben wurde und der Befehlshaber der 10. Armee, General Giuseppe Tellera, fiel.
In der knapp 300 km südlich von Tobruk an der libysch-ägyptischen Grenze gelegenen Oase Giarabub hielten italienische Truppen einer Belagerung bis März 1941 stand. Ganz im Süden wurden die italienischen Stützpunkte von britischen und freifranzösischen Truppen aus dem Sudan und aus Französisch-Äquatorialafrika erobert.
Von der im Dezember 1940 rund 160.000 Mann zählenden 10. Armee verblieben im Westen Libyens etwa 30.000, die dort von der 5. Armee übernommen wurden. Nach Auflösung des Kommandos der 10. Armee am 7. Februar 1941 wurde angesichts der Verluste am 16. Februar 1941 auch das Kommando der 5. Armee aufgelöst und alle verbliebenen Verbände sowie die eintreffenden deutschen und italienischen Verstärkungen dem Oberkommando der italienischen Streitkräfte in Libyen direkt unterstellt.
Ab September 1940 waren der 10. Armee das XX., XXI., XXII. und das XXIII. Korps in Al Qubah, Bir Sofafi, Tobruk und Bardia sowie die gleichrangige Gruppe libyscher Divisionen in Sidi Barrani unterstellt, bei der 5. Armee verblieb das X. Korps mit vier Divisionen. Nach Auflösung der beiden Armeen verblieben zur Fortsetzung des Afrikafeldzuges die Stäbe des X., XX. (zeitweilig Corpo d’armata di manovra genannt) und XXI. Korps. Alle Divisionen, die ab September 1940 der 10. Armee unterstanden, wurden aufgelöst (Standort Dezember 1940, Korpszugehörigkeit):
- 60. Infanteriedivision Sabratha (Derna, XX.)
- 61. Infanteriedivision Sirte (Tobruk, XXII.)
- 62. Infanteriedivision Marmarica (Sofafi–Halfaya, XXIII.)
- 63. Infanteriedivision Cirene (Rabia–Sofafi, XXI.)
- 64. Infanteriedivision Catanzaro (ehemals 3. Schwarzhemden-Division, Buq Buq, XXI.)
- 1. Schwarzhemden-Division 23 marzo (Buq Buq–Sidi Barrani, XXIII.)
- 2. Schwarzhemden-Division 28 ottobre (Sollum, XXIII.)
- 4. Schwarzhemden-Division 3 gennaio (Sidi Barrani, libysche Gruppe)
- 1. libysche Division (Al Maktilah bei Sidi Barrani, libysche Gruppe)
- 2. libysche Division (Tummar bei Sidi Barrani, libysche Gruppe)
- (Kampfgruppe Maletti, auch als „3. libysche Division“ bezeichnet, Nibeiwa bei Sidi Barani, libysche Gruppe)

Es handelte sich ausnahmslos um binäre Divisionen mit nur zwei Infanterieregimentern. Die regulären Infanteriedivisionen entsprachen strukturell und quantitativ weitgehend dem italienischen Standard. Die drei bzw. vier Divisionen der faschistischen Miliz waren kleiner und leichter bewaffnet. Das Personal stammte überwiegend aus Süditalien, ergänzt wurde es von Heeressoldaten, die das Heer aus verschiedenen Gründen an Milizverbände abgeschoben hatte. Die beiden libyschen Divisionen hatten jeweils rund 7.500 Mann, Offiziere und Unteroffiziere waren Italiener. Einige libysche Einheiten waren mit Vetterligewehren ausgerüstet. Die Bataillone der Kampfgruppe Maletti waren zum Teil motorisiert und verfügten über Panzerfahrzeuge der Typen L3/33 und M11/39. Nicht berücksichtigt sind in dieser Aufzählung Armee- und Korpstruppen sowie Garnisons- und Grenztruppen. Zu ersteren gehörte die Panzerbrigade Babini, die mit ihren M13 und ihren Bersaglieri bei Mechili verdeutlicht hatte, welche Truppen im Wüstenkrieg zu gebrauchen waren und welche nicht.

## Oberbefehlshaber
Generalgouverneur und Oberbefehlshaber der Streitkräfte in Libyen war von 1934 bis zu seinem Tod Ende Juni 1940 Italo Balbo, ihm folgte bis Februar (offiziell: März) 1941 Rodolfo Graziani. Grazianis Aufgaben als Oberbefehlshaber übernahm vorübergehend der Befehlshaber der 5. Armee, Italo Gariboldi, der dann auch kurz Generalgouverneur wurde.
Die Befehlshaber der 10. Armee im Zweiten Weltkrieg waren:
- Generale designato d’Armata Francesco Guidi
- Generale di Corpo d’Armata Mario Berti
- Generale designato d’Armata Italo Gariboldi (interim, zugleich Befehlshaber der 5. Armee)
- Generale di Corpo d’Armata Mario Berti
- Generale di Corpo d’Armata Giuseppe Tellera (gefallen)

## Hauptquartier
- Bengasi (1939–1940)
- Tobruk (1940)
- Bardia (1940)
- Kyrene (1940–1941)
- Bengasi (1941)